# Андрарумская кирха
Андрарумская кирха (швед. Andrarums kyrka) — лютеранский храм в Андраруме, в коммуне Тумелилла в лене Сконе. Является храмом церковного прихода Брёсарп-Транос епархии Лунда Шведской Церкви. Храм основан в конце XII века.
Здание церкви построено в романском стиле и относится к древнейшим постройкам подобной архитектуры в Скании. Самыми старыми частями храма являются неф, алтарь и апсида. Купель для крещения XII века — старейший предмет в интерьере церкви. В XV веке прежние потолки заменили сводами. К тому же периоду относятся алтарные фрески с изображениями евангелистов, выполненные Мастером из Эверлёва. В XVII веке на внутренней стене апсиды были сделаны надписи с именами священников, служивших в храме с 1517 по 1619 год.
В 1707—1709 годах к храму пристроили небольшой южный трансепт. В середине XVIII века, стараниями графини Кристины Пипер, владелицы местного завода по производству квасцов и благотворительницы прихода, церковь была значительно перестроена. В 1742 году в храме были установлены барочная кафедра и алтарный образ — оба выполненные мастером Юханом Йерлингом. В 1768 году к храму пристроили большой северный трансепт из-за возросшего числа прихожан. В 1750 году приход получил в дар большой колокол, который установили на колокольне; последняя рухнула, не выдержав его тяжести. Новую колокольню построили в 1817—1830 годах. В 1862 году расширили храмовую ризницу.
В 1878 году в церкви установили орган. В 1930 году в храме провели обширные ремонтные работы, в ходе которых заменили пол, отреставрировали фрески XV века в апсиде. На территории прихода рядом с церковью располагается приходское кладбище. В самом храме есть крипта с гробницами местных дворян.